# Hanz Kovacq
Hanz Kovacq, pseudonimo di Bernard Dufossé (Le Raincy, 11 giugno 1936 – Hyères, 21 agosto 2016), è stato un disegnatore francese di fumetti erotici conosciuto a livello internazionale.
Le sue storie si distinguono per le tematiche a forte connotazione sadomaso ma soprattutto per il carattere del tratto grafico. Il disegno di Kovacq, sebbene estremamente realistico appare in alcuni suoi tratti anche leggermente caricaturale. I personaggi rappresentati quindi, pur mantenendo un chiaro ed esplicito riferimento figurativo, appaiono caratterizzati da organi sessuali estremamente sviluppati, quasi allegorici. Kovacq inoltre non disdegna di rappresentare "il brutto" il quale, con le sue fattezze disarmoniche, contribuisce ad accentuare l'immagine sadomasochista che viene rappresentata. Generalmente le sue storie si basano su una protagonista femminile la quale, suo malgrado, si trova a subire (e successivamente a partecipare) a situazioni che sfiorano il limite della perversione. Forse l'autore ci mostra un mondo sommerso, che sebbene esista, o sia esistito, viene ignorato dai più.

## Opere
- Hilde (Hilda) dal 2000 al 2008[2]
- Diane (Diane de Grand Lieu) dal 2003 al 2004[2]
- Kovacq 2004[2]